# Каландаров, Марибай Шарибаевич
Марибай Шарибаевич Каландаров (род. 1954) — советский и киргизский футболист, полузащитник. Мастер спорта Кыргызстана (1995).

## Биография
В первенствах СССР среди команд мастеров сыграл единственный матч в 1973 году в составе «Алги» в первой лиге. Затем много лет выступал в соревнованиях КФК, в том числе за команду «Сельмашевец» (Фрунзе).
После распада СССР выступал за «Сельмашевец» в высшей лиге Кыргызстана, за два сезона сыграл 52 матча и забил 13 голов. В 1994 году перешёл в «Кант-Ойл», с которым стал чемпионом страны, будучи основным игроком команды, сыграл в победном сезоне 23 матча и забил 9 голов. На следующий год «Кант-Ойл» снова стал чемпионом Кыргызстана, но футболист вышел на поле только в одном матче. Всего в высшей лиге Кыргызстана сыграл 76 матчей и забил 22 гола.
Продолжал выступать в низших лигах до конца 1990-х годов. По состоянию на 1999 год играл за команду первой лиги Кыргызстана «Ленинское РОВД».